# Wilson D. Gillette

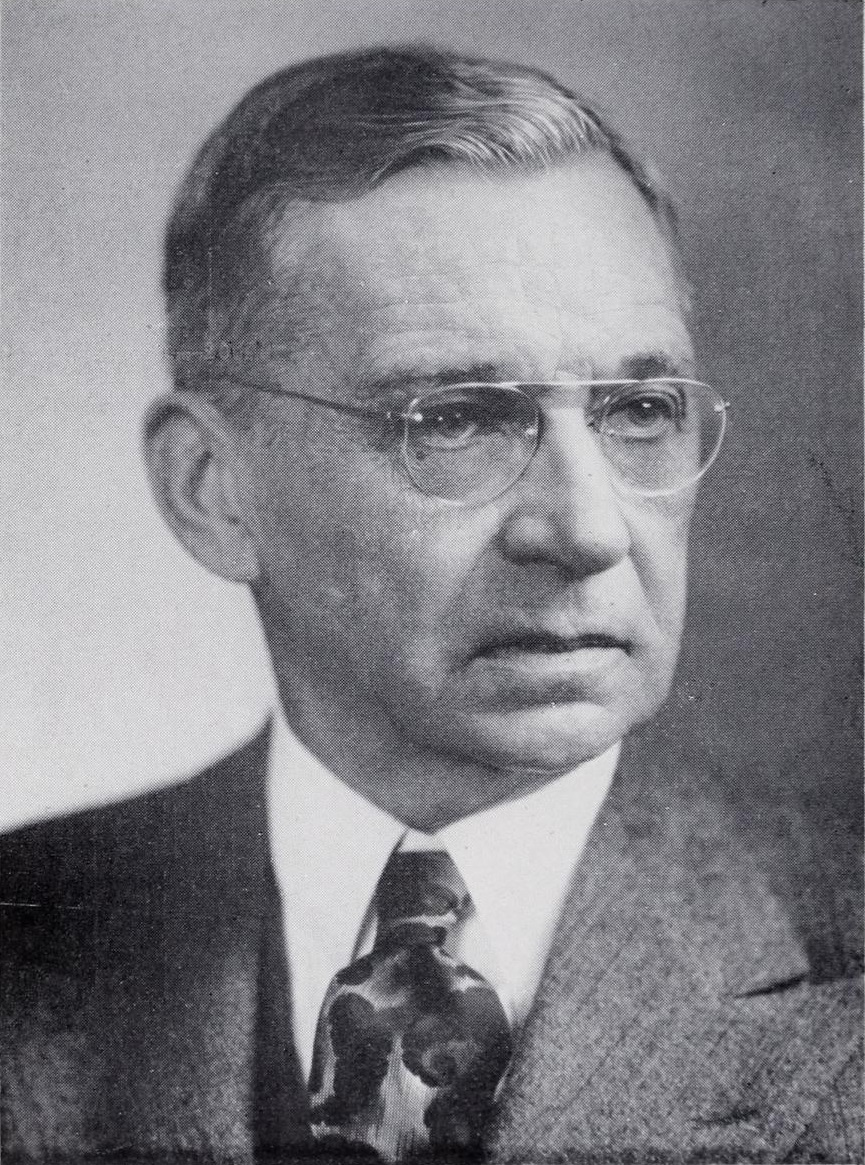
Wilson D. Gillette, 1952

Wilson Darwin Gillette (* 1. Juli 1880 bei Sheshequin, Bradford County, Pennsylvania; † 7. August 1951 in Towanda, Pennsylvania) war ein US-amerikanischer Politiker. Zwischen 1941 und 1951 vertrat er den Bundesstaat Pennsylvania im US-Repräsentantenhaus.

## Werdegang
Wilson Gillette besuchte die öffentlichen Schulen seiner Heimat und danach die Ulster High School sowie das Susquehanna Collegiate Institute in Towanda. In den folgenden Jahren arbeitete er in der Landwirtschaft und als Ladenangestellter. Ab 1913 war er Autohändler. Gleichzeitig schlug er als Mitglied der Republikanischen Partei eine politische Laufbahn ein. Zwischen 1930 und 1941 saß er als Abgeordneter im Repräsentantenhaus von Pennsylvania.
Nach dem Tod des Abgeordneten Albert G. Rutherford wurde Gilette bei der fälligen Nachwahl für den 15. Sitz von Pennsylvania als dessen Nachfolger in das US-Repräsentantenhaus in Washington, D.C. gewählt, wo er am 4. November 1941 sein neues Mandat antrat. Nach fünf Wiederwahlen konnte er bis zu seinem Tod am 7. August 1951 im Kongress verbleiben. Ab 1945 vertrat er dort als Nachfolger von Daniel K. Hoch den 14. Distrikt seines Staates. In diese Zeit fielen unter anderem der Zweite Weltkrieg und der Beginn des Kalten Krieges.